# Pedro de Ampudia
Pour les articles homonymes, voir Ampudia (homonymie).
Pedro de Ampudia (30 janvier 1805-1868), né à La Havane à Cuba, fut officier de l'armée mexicaine. Il participa à de nombreuses batailles lors de la guerre américano-mexicaine.